# Leucodystrophie

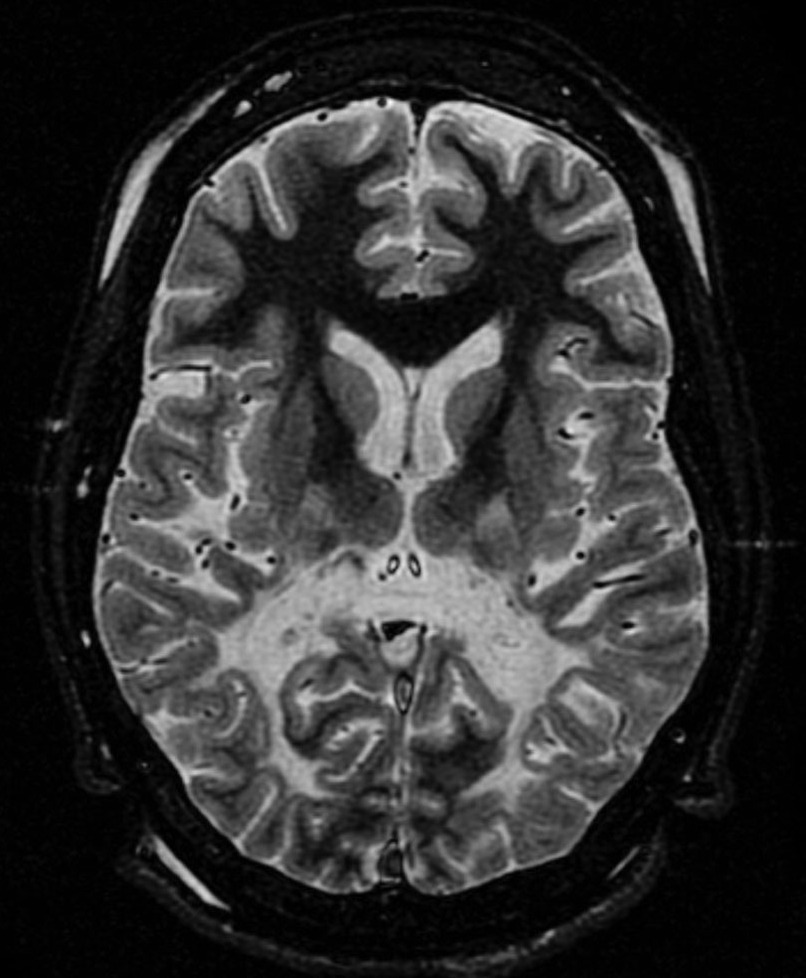
Un cerveau atteint de leucodystrophie.

Les leucodystrophies sont des maladies rares caractérisées par un processus de démyélinisation du système nerveux central et périphérique, d'apparence primitive et non inflammatoire et aboutissant à une sclérose cérébrale. Ce sont presque exclusivement des maladies génétiques.
Le terme de leucodystrophie se rapporte à un groupe de maladies d'origine génétique affectant la myéline du système nerveux central. La myéline constitue la substance blanche du cerveau et de la moelle épinière. Elle enveloppe la fibre nerveuse de la même manière que l'isolant plastique d'un câble électrique : c'est elle qui permet la bonne conduction des messages nerveux. Dans les leucodystrophies, cette myéline peut avoir des problèmes pour se former ou pour se maintenir (parfois, on remarque une démyélinisation).
Des tests existent pour un certain nombre de leucodystrophies et permettent de mettre en évidence dans le sang, les urines ou à partir d'une biopsie de la peau, les modifications biochimiques ou génétiques caractéristiques de la maladie. On peut donc les dépister de plus en plus tôt et même proposer un diagnostic prénatal. Ceci est très important si on veut espérer prévenir la maladie ou la traiter précocement.
Le terme leucodystrophie est formé par trois mots d'origine grecque : leukos (blanc), dys- (trouble), trophê (croissance).

## Incidence et prévalence
En France, les leucodystrophies concernent 160 nouveau-nés sur les 720 000 qui naissent par an, soit 3 par semaine.

## Différents types de leucodystrophies
Le nombre de cas en France est celui de mars 2005 sur le site de l'ELA.
| Nom                                     | Incidence Prévalence            | Nombre de cas en France | Transmission    | Chromosome                     | Type de mutation | Gène en cause                        | Diagnostic prénatal | Constituant de la myéline | OMIM   |
| --------------------------------------- | ------------------------------- | ----------------------- | --------------- | ------------------------------ | ---------------- | ------------------------------------ | ------------------- | ------------------------- | ------ |
| Adrénoleucodystrophie                   | P : 1 sur 20 000 à 1 sur 50 000 | 154                     | Récessive à l'X | X                              |                  | ABCD1                                | Possible            |                           | 300100 |
| Adrénomyéloneuropathie                  |                                 | 88                      | Récessive à l'X | X                              |                  | ABCD1                                | Possible            |                           |        |
| Leucodystrophie métachromatique         |                                 | 93                      | Récessive       | 22                             |                  | ARSA                                 | Possible            |                           | 250100 |
| Maladie de Pelizaeus-Merzbacher         | P : 1 sur 300 000 à 500 000     | 53                      | Récessive à l'X | X                              |                  | PLP1                                 | Possible            |                           | 312080 |
| Leucodystrophies d'origine indéterminée |                                 | 132                     |                 |                                |                  |                                      |                     |                           |        |
| Maladie d'Alexander                     | Inconnue                        | 10                      | Dominante       | 17                             |                  | GFAP                                 | Possible            |                           | 203450 |
| Maladie de Canavan                      | Inconnue                        | 4                       | Récessive       | 13                             |                  | ASPA                                 | Possible            |                           | 271900 |
| Maladie de Krabbe                       | Inconnue                        | 17                      | Récessive       | 14                             |                  | GALC                                 | Possible            |                           | 245200 |
| Maladie de Zellweger                    |                                 | 2                       | Récessive       | Plusieurs chromosomes en cause |                  |                                      | Possible            |                           | 214100 |
| Maladie de Refsum                       |                                 | 5                       | Récessive       | 6q22-q24-10pter-p11.2          |                  | PEX7-PHYH                            | Possible            |                           | 266510 |
| Défaut ou retard de myéline             |                                 | 20                      |                 |                                |                  |                                      |                     |                           |        |
| Syndrome CACH                           |                                 | 12                      | Récessive       | 1p34.1-2p23.3 -12-14q24        |                  | EIF2B                                | Possible            |                           | 603896 |
| Syndrome d'Aicardi-Goutières            | ?                               | 1                       | Récessive       | ,                              | ?                | TREX1, RNASEH2A, RNASEH2B & RNASEH2C | Possible            |                           | 225750 |
| Leucodystrophie mégalencéphalique       |                                 |                         | Récessive       | 22                             |                  | MLC1                                 | Possible            |                           | 604004 |

## Diagnostic prénatal
En 2011, grâce à l'association ELA qui a récolté de l'argent, on a pu trouver une forme de diagnostic. L'évolution de la maladie a été stoppée sur 3 enfants sur 4 lors d'essais, ce qui représente une très belle avancée. Cependant, tous les dégâts causés par la maladie sont encore aujourd'hui irréversibles.